# En Vivo (álbum de Manny Montes)
En Vivo, o más conocido como United Kingdom: El Concierto, es el primer álbum en vivo del rapero Manny Montes. Fue grabado en Aguadilla, Puerto Rico, el 7 de agosto de 2004 en el que participaron varios artistas invitados como Funky, Triple Seven, Vito, Dr. P, Rey Pirin y DJ Blass, VIP, Bengie, Santito, entre otros. Además, contiene canciones inéditas como «Entre el bien y el mal» junto a Mexicano 777.
El concierto tuvo una asistencia de más de 7,000 personas. Este evento fue grabado en vivo y se convirtió en el primer CD y DVD de rap y reguetón cristiano, que se produjo en un concierto masivo.

## Promoción y lanzamiento
Luego del lanzamiento de United Kingdom, Manny Montes decidió organizar un gran concierto para promocionar el trabajo discográfico, reuniendo a muchos artistas que se presentaron en este evento que posteriormente, sería grabado y distribuido como el tercer material discográfico de Montes. Los artistas invitados cantarían sus canciones en colaboración con Manny Montes, y algunas conocidas de cada uno de ellos.
DJ Pablo, productor de Daddy Yankee, sería el invitado como DJ para este evento. En entrevistas, él ha contado que este acercamiento le permitió reorientar su vida al retomar su camino en el cristianismo. Al cierre del concierto, Pablo dejó correr instrumentales de reguetón a lo cual, los intérpretes improvisaron o cantaron versos de canciones conocidas. A esta grabación, se tituló «Corillo en vivo» en el álbum.
Este álbum incluyó temas inéditos, entre ellos «Suena el jibaro», sencillo del álbum que contó con vídeo oficial, «Entre el bien y el mal» de Manny Montes junto al rapero Mexicano 777, «Si no sabías» y «Ricky y Manuel (Remix)».

## Lista de canciones

### CD 1
| Título              | Artistas               | Productores |
| ------------------- | ---------------------- | ----------- |
| Intro               | Manny Montes           | DJ Pablo    |
| Realidades          | Manny Montes           | DJ Pablo    |
| Ricky y Manuel      | Manny Montes           | DJ Pablo    |
| Vida Dura           | Manny Montes           | DJ Pablo    |
| Saludo              | Manny Montes           | DJ Pablo    |
| Sienten Miedo       | Dr. P & Manny Montes   | DJ Pablo    |
| Es Tiempo           | Bengie & Manny Montes  | DJ Pablo    |
| Te Equivocaste      | Manny Montes           | DJ Pablo    |
| La Chica Que Yo Amo | Manny Montes           | DJ Pablo    |
| Manos Arriba        | Manny Montes & Vito    | DJ Pablo    |
| Lírica Letal        | Manny Montes & Vito    | DJ Pablo    |
| Demasiado           | Manny Montes & Vito    | DJ Pablo    |
| Que Lástima         | Manny Montes & Vito    | DJ Pablo    |
| Improvisación       | Manny Montes & Vito    | DJ Pablo    |
| Poco a Poco         | Manny Montes           | DJ Pablo    |
| Ya Tu Sabes         | Manny Montes           | DJ Pablo    |
| Ganándolos a Todos  | Manny Montes & Funky   | DJ Pablo    |
| Rankeao             | Manny Montes & Santito | DJ Pablo    |

### CD 2
| Título                        | Artistas                    | Productores                    |
| ----------------------------- | --------------------------- | ------------------------------ |
| Ministración                  | Manny Montes                | DJ Pablo                       |
| Santito                       | Manny Montes                | DJ Pablo                       |
| Predicación                   | Santito                     | DJ Pablo                       |
| United Kingdom                | Manny Montes, Funky & VIP   | DJ Pablo                       |
| Corillo En Vivo               | Manny Montes                | DJ Pablo                       |
| Agradecimientos (Bonus Track) | Manny Montes                | DJ Pablo                       |
| Ricky y Manuel (Remix)        | Manny Montes                | Obed El Arquitecto             |
| Suena El Jíbaro               | Manny Montes                | Sandy NLB & Obed El Arquitecto |
| Entre El Bien Y El Mal        | Manny Montes & Mexicano 777 | Obed El Arquitecto             |
| Si No Sabías                  | Manny Montes                | Sandy NLB                      |

## DVD
1. Introducción
2. Realidades
3. Ricky y Manuel
4. Vida Dura
5. Sienten Miedo (Dr. P feat. Manny Montes)
6. Un Solo Gobierno (Dr. P)
7. Es Tiempo (Bengie feat. Manny Montes)
8. Llueve La Sangre (Bengie)
9. Te Equivocaste (Manny Montes)
10. Manos Arriba (Manny Montes feat. Vito)
11. Demasiao (Vito feat. Manny Montes)
12. Chica de la Noche (Rey Pirin y DJ Blass)
13. Alabalo (Rey Pirin y DJ Blass)
14. Poco a Poco (Manny Montes)
15. Bailarines
16. Ganándolos a Todos (Manny Montes feat. Funky)
17. Sigue Corriendo (Funky & Sammy)
18. Manteniendo La Diferencia (Triple Seven)
19. Nos Vamos De Fiesta (Triple Seven feat. Funky)
20. Rankeao (Manny Montes feat. Santito)
21. La Vida Que Nace De La Muerte "La Historia De Santito"
22. Testimonio de Santito (Santito)
23. United Kingdom (Manny Montes feat. Funky y V.I.P.)
24. Rapeando e Improvisando (Todos)
25. Nuevamente Los Bailarines